# 东安镇 (渠县)
东安镇，原为东安乡，是中华人民共和国四川省达州市渠县下辖的一个乡镇级行政单位。2019年12月，撤销流溪镇、东安乡，设立东安镇，以原流溪镇和原东安乡所属行政区域为东安镇的行政区域。

## 行政区划
东安镇下辖以下地区：
石板村、长岩村、斌山村、高岭村、广坪村、栏桥村、里坪村、妙山村和美垭村。